# Алпатов, Алексей Юрьевич
 Алпатов Алексей Юрьевич  (род. 11 июля 1968, Москва) — современный российский художник.

## Биография
Родился в 11 июля 1968 года в Москве.
1975-1985гг учился в московской средней школе N13 с углубленным изучением немецкого языка.
Далее в МВТУ им. Баумана и в МИРЭА.
Живописи обучался самостоятельно, заниматься ей начал во время службы в армии (1987-1989гг) в Тартуской мотострелковой дивизии.
Большое влияние на творчество Алпатова оказало знакомство и общение с московским художником Валерием Данилюком в начале 1990х. Также Алпатов выделяет современных китайских художников Ян Пей-Минг и Джан Сяоган, американских художников Роберта Лонго и Эндрю Уаета и российско-американского автора Юрия Купера.
С 1989 года продавал свои работы на Измайловском вернисаже, Арбате и Крымской набережной.

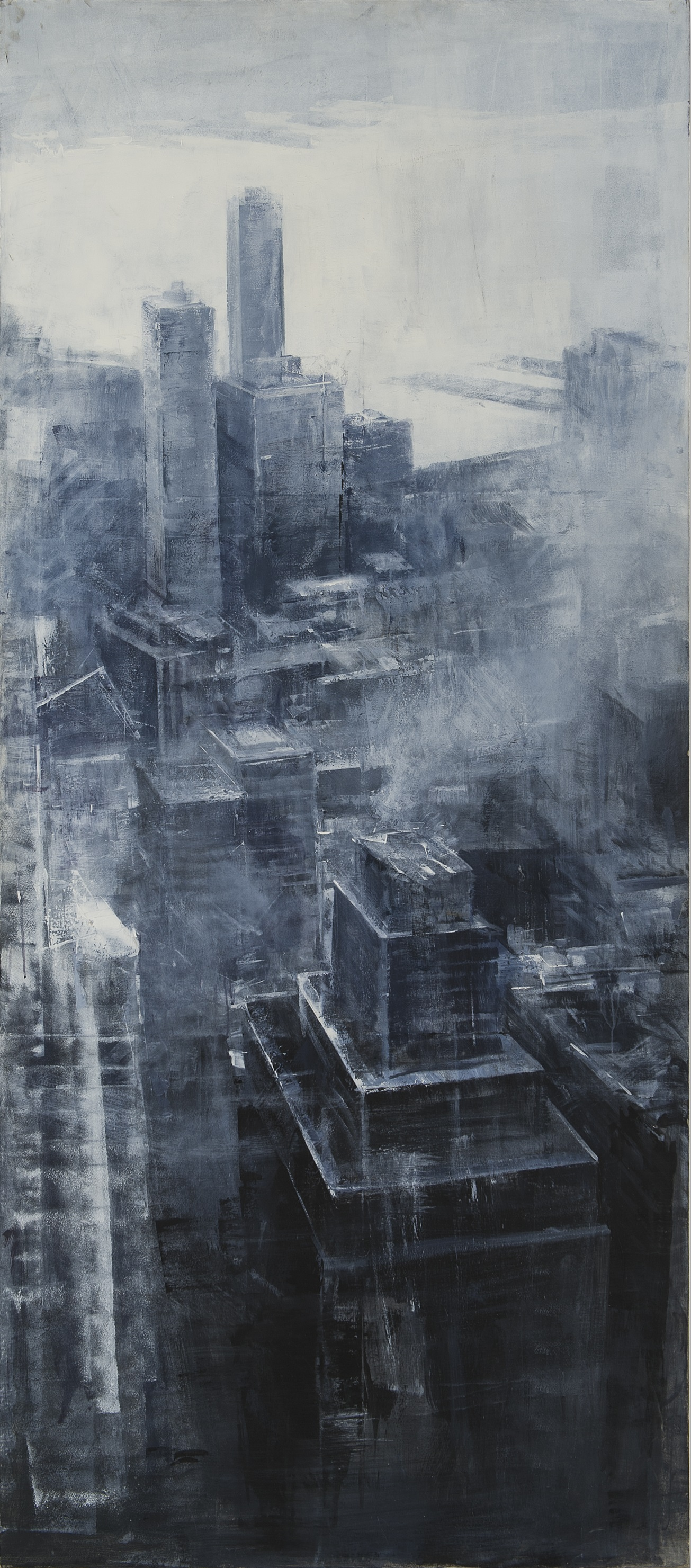
Алексей Алпатов. New York. 2012. Холст, акрил. 250 x 110 см

С 1992 года участник более двадцати выставок в России и за рубежом: в Москве, Нью-Йорке, Лиссабоне, Цюрихе.
В 2006 году произошло знакомство Алпатова с московским галеристом Александром Шаровым, основателем 11.12 GALLERY.
С 11.12 GALLERY Алпатов эксклюзивно сотрудничает по настоящее время.
Живет и работает в Москве.

## Персональные выставки
• 2017 Summertime. 11. 12 GALLERY, Москва
• 2015 Дальний свет. 11.12 GALLERY, Москва

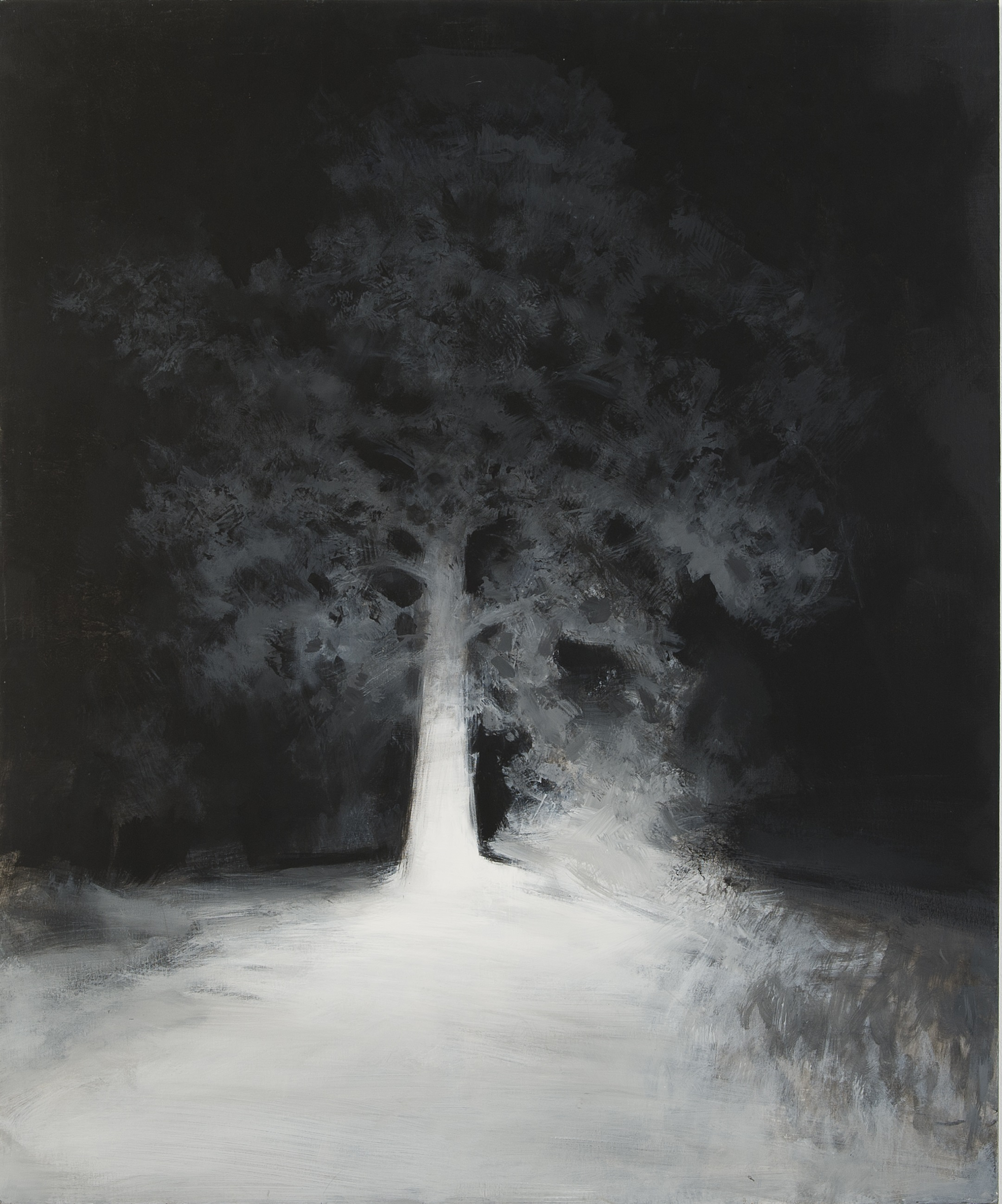
Алексей Алпатов. To Leave. Part 2. Из проекта «Дальний свет». 2015. Холст, акрил. 120 х 110 см

• 2013 Navy Seascape . 11.12 GALLERY, Сингапур
• 2012 Шторм. 11.12 GALLERY, Moсква
• 2003 Обратный отсчет. Центральный Дом Художника, Москва

## Избранные коллективные выставки
• 2016 Актуальная Россия: среда обитания. Музей современной истории России, Москва
• 2015 Ты так не сможешь. 11.12 GALLERY, Москва
• 2015 Англомания. 11.12 GALLERY, Москва
• 2012 Доступное искусство. 11.12 GALLERY, Москва
• 2012 MIXED MEDIA. Monochrome. 11.12 GALLERY, Москва
• 1999 Традиции русской живописи. Музей воды, Лиссабон
• 1992 Лик, лицо и личина. Музей кино, Москва

## Международные ярмарки
• 2016 Сontext New York. Нью-Йорк
• 2016 Сontext Miami. Майами
• 2014 Art China. Пекин
• 2014 Art Stage Singapore. Сингапур
• 2013 Art Stage Singapore. Сингапур
• 2013 Scope Miami. Майами
• 2012 Арт Москва. Центральный Дом художника, Москва
• 2010 Арт Экспо New York. Нью-Йорк
• 2010 Art Chicago. Чикаго
• 2010 Московская художественная ярмарка Арт Манеж, Москва
• 2009 Art Expo New York. Нью-Йорк
• 2009 Московская художественная ярмарка Арт Манеж, Москва
• 2008 Art Expo New York. Нью-Йорк
• 2001—2008 Московская художественная ярмарка Арт Манеж, Москва

## Публикации
• Евангели А. ШТОРМ. АЛЕКСЕЙ АЛПАТОВ // Винзавод — 20016. — 3 мар.
• Евангели А. Шторм // Русское искусство — 2015. — 2 мар.
• Алексей Алпатов. Дальний свет // Artguide — 2015. — 30 окт.
• Иванников С. Новая московская живопись: Алексей Алпатов // Топос — 2013. — 9 апр.
• Буткевич Д. Серия предлагает нам тему в развитии — рождение, рост и завершение шторма // Коммерсант — 2012. — 6 мар.